# Rauvolfia polyphylla
Rauvolfia polyphylla är en oleanderväxtart som beskrevs av George Bentham. Rauvolfia polyphylla ingår i släktet Rauvolfia och familjen oleanderväxter. Inga underarter finns listade i Catalogue of Life.